# Ivan Kučírek
Ivan Kučírek (* 25. November 1946 in Břeclav; † 5. Februar 2022 in Brünn) war ein tschechoslowakischer Bahnradsportler und dreifacher Weltmeister.

## Karriere
Ivan Kučírek war Spezialist für Tandemrennen und den Sprint auf der Bahn. Er gehörte den Sportklubs Favorit Brno und ASD Dukla Pardubice an. 1980, 1981 sowie 1982 wurde er gemeinsam mit Pavel Martínek Weltmeister in dieser Disziplin, 1976 und 1983 zudem Vize-Weltmeister. Bei der Bahn-WM 1971 belegte er im Sprint den dritten Platz.
Dreimal startete Kučírek bei Olympischen Sommerspielen, 1964 in Tokio, 1968 in Mexiko und, 1972 in München, wobei er jeweils Fünfter wurde.
Kučírek wurde elf Mal tschechoslowakischer Meister im Sprint und zwölf Mal tschechoslowakischer Meister im Tandemrennen. Seine erste nationale Meisterschaft gewann er im Alter von 17 Jahren, als die Meisterschaftsrennen noch mit internationaler Beteiligung ausgetragen wurden. Hinter dem Sieger Giordano Turrini wurde er der bestplatzierte einheimische Sprinter.
Viermal gewann er den renommierten Grand Prix Framar in Tschechien. 1965 gewann er den Großen Preis von Berlin. 1966 gewann er die Meisterschaft der Armee-Sportclubs der Warschauer Paktstaaten im Sprint, 1967 das Tandemrennen.

## Ehrungen
Kučírek wurde 1971 Gewinner der jährlichen Umfrage zum Král cyklistiky (Radsportkönig) des Radsportverbandes Československý svaz cyklistiky. Im Jahre 2006 wurde er mit einer Aufnahme in die Ruhmeshalle der Besten Sportler der Stadt Brno geehrt.

## Privates
Kučírek lebte in Brno-Kohoutovice und war im Unternehmen seiner Tochter Gabriela in Modřice tätig.